# Marcos Venâncio de Albuquerque
Marcos Venâncio de Albuquerque (Crato, 16 juni 1980) of kortweg Ceará is een Braziliaanse voetballer (verdediger) die sinds 2012 voor Cruzeiro EC uitkomt. Voordien speelde hij in eigen land voor onder andere Santos FC, Santa Cruz FC, Coritiba FC en SC Internacional. Met Paris Saint-Germain won hij in 2008 de Coupe de la Ligue.

## Carrière
- 1999: Santos FC
- 2000: Associação Atlética Portuguesa Santista
- 2000: São José Esporte Clube
- 2001: Santa Cruz FC
- 2002: Botafogo Futebol Clube (SP)
- 2002-2003: Coritiba FC
- 2004-2005: AD São Caetano
- 2006-2007: SC Internacional
- 2007-2012 : Paris Saint-Germain
- 2012 - ... : Cruzeiro EC